# Bathypogon ochraceus
Bathypogon ochraceus là một loài ruồi trong họ Asilidae. Bathypogon ochraceus được Hull miêu tả năm 1959. Loài này phân bố ở miền Australasia.